# Christina Fellner
Christina Oswald-von Auer, verh. Fellner, geb. Oswald, (* 26. Juli 1973 in Garmisch-Partenkirchen) ist eine ehemalige deutsche Eishockeyspielerin, die zwischen 1991 und 2001 beim TuS Geretsried sowie von 2001 bis 2009 beim SC Riessersee in der Fraueneishockey-Bundesliga spielte. Die Verteidigerin war lange Rekordspielerin der deutschen Nationalmannschaft der Frauen und die erste weibliche Spielerin in der deutschen Hall of Fame Deutschland.

## Karriere
Im Alter von 13 Jahren (Januar 1987) lief sie das erste Mal als Eishockeyspielerin auf. In ihrem Verein trug Fellner die Trikotnummer 73, im Nationalteam die 19. Für den SC Riessersee bestritt sie von 1987 bis 1991 und von 2001 bis 2007 über 150 Spiele. Mit dem TuS Geretsried (1991–2001) bestritt sie 220 Ligaspiele. 1994 führte sie Frauenteam des TuS Geretsried zum Gewinn der deutschen Meisterschaft, zudem wurde sie mit Geretsried insgesamt viermal Vizemeister.
Am 30. Mai 2008 wurde sie als erste Eishockeyspielerin in die Hall of Fame Deutschland in Augsburg aufgenommen. Sie bestritt bis dahin 271 Länderspiele, nahm an zwei Olympischen Spielen (2002, 2006), acht WM-Turnieren, fünf EM-Turnieren und fünfmal am Air Canada Cup teil. Zudem war sie 12 Jahre lang Kapitänin des Nationalteams. In den 271 Länderspielen schoss sie 76 Tore, kam auf 158 Scorerpunkte und verbrachte 342 Minuten auf der Strafbank.
Während der Saison 2008/09 absolvierte sie insgesamt noch 16 weitere Länderspiele für Deutschland, so dass sie auf eine Gesamtzahl von 287 Einsätzen kommt, in denen sie 79 Tore und 90 Torvorlagen erreichte. Damit gehört sie zu den Rekordnationalspielerinnen. Bis Februar 2011 war sie mit 287 Länderspielen weltweite Länderspiel-Rekordhalterin der Frauen und wurde durch die Schwedin Gunilla Andersson abgelöst. 2009 beendete sie ihre Karriere zunächst, ehe sei ab 2013 wieder für Geretsried in der zweitklassigen Landesliga Bayern auflief.
Im Berufsleben ist Fellner kaufmännische Assistentin.

## Karrierestatistik
(Legende zur Spielerstatistik: Sp oder GP = absolvierte Spiele; T oder G = erzielte Tore; V oder A = erzielte Assists; Pkt oder Pts = erzielte Scorerpunkte; SM oder PIM = erhaltene Strafminuten; +/− = Plus/Minus-Bilanz; PP = erzielte Überzahltore; SH = erzielte Unterzahltore; GW = erzielte Siegtore; 1 Play-downs/Relegation; Kursiv: Statistik nicht vollständig)

### International
Für die deutsche Eishockeynationalmannschaft nahm Fellner an folgenden internationalen Turnieren teil:
- Olympia 2002, Olympia 2006 (zudem Qualifikationsspiele 2001, 2005 und 2008)
- Weltmeisterschaft 1990, 1994, 1999, 2000, 2001, 2005, 2007, Weltmeisterschaft der Division I 2009
- Europameisterschaft 1989, 1991, 1993, 1995 und 1996
- Air Canada Cup 2003, 2004, 2005, 2007, 2009